# Гай (Любуське воєводство)
Гай (пол. Gaj) — село в Польщі, у гміні Пшиточна Мендзижецького повіту Любуського воєводства.
Населення — 58 осіб (2011).
У 1975-1998 роках село належало до Гожовського воєводства.

## Демографія
Демографічна структура станом на 31 березня 2011 року:
|          | Загалом | Допрацездатний вік | Працездатний вік | Постпрацездатний вік |
| -------- | ------- | ------------------ | ---------------- | -------------------- |
| Чоловіки | 29      | 10                 | 18               | 1                    |
| Жінки    | 29      | 10                 | 16               | 3                    |
| Разом    | 58      | 20                 | 34               | 4                    |